# Juan Vargas (militar)
Juan Bautista Vargas Arreola (Ocotán, Durango, 24 de junio de 1890 - 13 de diciembre de 1947) fue un militar mexicano, con idealismo villista, que participó en la Revolución mexicana.
Se afilió al Partido Nacional Antirreeleccionista y meses después perteneció a las fuerzas de Guillermo Baca. También apoyó la causa constitucionalista y después operó con Francisco Villa hasta 1918, formando parte del grupo de sus hombres de confianza. Al momento de su muerte, era comandante de la 17.º zona militar basada en Querétaro, México. Ha solicitud del Presidente Miguel Alemán Valdés, asustado por su Gobierno, se fue a refugiar a su estado natal, Durango. Una calle en Monterrey, Nuevo León, México, lleva su nombre en honor.

### Nacimiento y familia
Nació en Ocotán, Durango el 24 de junio de 1890. Hijo de Tomás Vargas y Manuela Arreola de Vargas. Siendo todavía un niño, sus padres se mudaron con su familia a Canatlán, Durango. Como adolescente viajó a la capital de Durango para sus estudios. La Revolución estaba en el aire.

### La revuelta contra el General Porfirio Díaz
A principios de 1910, se unió con las figuras revolucionarias como Cástulo Herrera y Guillermo Baca en el estado de Chihuahua. El 20 de noviembre de 1910, se levanta en armas contra el gobierto del General Porfirio Díaz recibiendo órdenes de Francisco i: Madero y de Abraham González, quien en ese momento era el gobernador de Chihuahua. Organizó una guerrilla de cincuenta hombres construyendo un soporte para la Revolución.
En 1920 reconoció el Plan de Agua Prieta. Desempeñó varias comisiones para la Secretaría de Guerra y Marina a partir de entonces y obtuvo el grado de general brigadier, el 21 de diciembre de 1926.

## Obras
- A sangre y fuego con Pancho Villa. Fondo de Cultura Económica. México, 1988 - 366 p. ISBN 9681629272, ISBN 9789681629274